# むにゅう
むにゅうは日本の漫画家、イラストレーター。主にRUNEやCAGEのパソコン用アダルト美少女ゲームの原画、キャラクターデザインやアスキー・メディアワークスの雑誌・ライトノベルのイラストを担当する。
コミックマーケットなどの同人誌即売会には「ひとりでできるもんっ」という名の同人サークルで参加している。漫画家としての別名義にゆあみがある。

## 担当作品

### ゲーム原画
- 忍ちっく☆はぁと（Kiss next team BOTTOMLESS、2003年5月30日、ひろふみ名義）
- 大好きな先生にHなおねだりしちゃうおませなボクの/私のぷにぷに（CAGE、2004年2月27日）
- CAGE BOY'S ヒロインselection（CAGE、2004年8月27日）
- ゆりね 〜おねえさまがおしえてくれた〜（CAGE、2005年2月11日）
- ナイショのよりみち（CAGE、2005年12月22日）
- Purely 〜その狭い青空を見上げて〜（RUNE、2007年8月24日）

### 小説イラスト
- れでぃ×ばと!シリーズ（著：上月司、電撃文庫）[1]
- ゆうれいなんか見えない!（著：むらさきゆきや、GA文庫）
- 閃光のホワイトアウト（著：明秀一、ぽにきゃんBOOKS）
- 勇者が修羅場すぎて世界を救ってる場合じゃない（著：岩波零、講談社ラノベ文庫）

### 漫画
- 『朝まで授業chu!』メディアファクトリー〈MFコミックス アライブシリーズ〉全4巻（原作：太田顕喜、『月刊コミックアライブ』2008年8月号 - 2016年1月号）
- 『漫画家ちゃんは眠れない』講談社〈ワイドKC〉全2巻、2巻は電子版のみ（『月刊少年シリウス』2017年1月号 - 2018年5月号 → 『水曜日のシリウス』2018年5月2日 - 11月21日） - ゆあみ名義。
- 『朝まで恋愛chu! 〜幼なじみはトキめかない？〜』KADOKAWA〈MFC キューンシリーズ〉全2巻（原作：太田顕喜、『コミックキューン』2019年10月号[2] - 2022年10月号[3]）
- 『お姉ちゃんはゲームをすると人が変わるお姉ちゃん』秋田書店〈ヤングチャンピオン烈コミックス〉既刊4巻（原作：ルーツ、『ヤングチャンピオン烈』2020年No.10[4] - 連載中）
  1. 2022年1月20日発売[5][6]、ISBN 978-4-253-25704-6
  2. 2023年3月20日発売[7]、ISBN 978-4-253-25705-3
  3. 2024年4月18日発売[8]、ISBN 978-4-253-25797-8
  4. 2025年6月19日発売[9]、ISBN 978-4-253-25798-5